# Melocactus andinus
Melocactus andinus es una especie fanerógama perteneciente a la familia de las Cactaceae. 

## Descripción
Melocactus andinus  crece con forma esférica deprimida para piramidal alargada, de color verde oscuro a verde amarillento a amarillento , alcanzando un tamaño de 8 - 25 centímetros de altura de 5 a 30 centímetros de diámetro. Tiene de 10 a 19 afiladas costillas disponibles. Las espinas son de color marrón o gris rojizo. Las 1 a 6 espinas centrales más o menos rectas y de 8 a 16 milímetros de largo. Las 7 a 20 espinas radiales son similares a las espinas centrales. El blanco cefalio con cerdas de color óxido oscuro y la lana es de hasta 15 centímetros de alto y alcanza un diámetro de 4,5 9 cm. Las flores son rosadas brillantes y sobresalen del cefalio. Mide de 2,3-3 centímetros de largo y tiene un diámetro de 9 - 11 milímetros. El fruto es de color rojo siendo más brillante hacia su base. Miden 1.5 a 2.2 centímetros de largo.

## Distribución
Es endémica de Colombia y Venezuela.  Es una especie común en todo el mundo como planta ornamental.

## Taxonomía
Melocactus andinus fue descrita por R.Gruber ex N.P.Taylor y publicado en Bradleya; Yearbook of the British Cactus and Succulent Society 9: 63–64. 1991.
Etimología
Melocactus: nombre genérico, utilizado por primera vez por Tournefort, proviene del latín melo, abreviación de melopepo (término con que Plinio el Viejo designaba al melón). Se distingue de las demás cactáceas cilíndricas por tener un cefalio o gorro rojo, razón por la que los primeros españoles que llegaron a Sudamérica le llamaban "gorro turco".
andinus: epíteto latino que significa "que se encuentra en la Cordillera de los Andes".